# 聖艾粒LaLaLaLa
《聖艾粒LaLaLaLa》是香港商業電台叱咤903的電台節目。主持人為占、Donald及Jacky。4Lum曾是主持人之一，亦是他由新城電台過檔商業電台後首個亦是惟一參與的電台節目（但主持至2017年3月3日後離開節目）。節目原名為《聖艾粒忌廉夜校》，於2016年5月16日正式首播，逢星期一至五晚上11時至深夜1時於商業二台播出，2019年7月8日起改為晚上10時至午夜12時播出，2019年10月8日起改回晚上11時至深夜1時播出。節目首半小時以清談為主，其餘部分會加插不同環節。2021年9月20日起，配合節目調動，節目更名為聖艾粒LaLaLaLa，並改至下午5時至7時播出。
該電台節目亦罕有地提供視聽版，部分環節會預早錄成影片（如「明星插班生」、「代課老師」）或於Facebook上以直播形式播放（如「Hip Hop Battle」或「你Sing我都Sing」）。而節目首集更全集均提供視聽版。但4Lum離開後已較少拍攝影片。現僅有「你Sing我都Sing」環節提供Facebook網上直播。

## 17:30環節

### Jacky突擊測驗
- 由監製Jacky每天準備一條問題（題目大多是從新聞中尋找），並向占、Donald及豪子發問。如Jacky休假則由豪子準備問題。
- 該環節是參考《口水多過浪花》中的「大問答」，但由發問五條問題減少至一條。
- 若有主持人缺席節目，4Lum亦會參與其中。

### 搞邊科
- 4Lum主理項目，介紹時尚潮流事物。
- 此環節會不定期播放，並非常規環節。

## 18:00環節[2]

### 星期一：美術學會
- 其中一位主持人出題目，之後全部主持人會就題目畫畫。2018年1月3日起改為拍攝相關短片。
- 獲得最多「讚」的作品便勝出。
- 部份集數會邀請嘉賓參加：

| 日期          | 特別嘉賓 |
| ------------- | -------- |
| 2018年1月25日 | 古巨基   |

### 星期二：有冇共鳴
- 主持人會先開一個題目，而每位主持人需說出任何與此題目有關的事情，然後補加一句「有冇共鳴？」。
- 其餘4位主持人需回答「有」或「冇」；若回答「有」，發問者可獲取相應的分數。
- 每位主持有一張「皇牌」，可以於說出題目前決定是否使用，使用後得分加倍。
- 此環節共有三個回合。
- 部份集數會邀請嘉賓參加：

| 日期          | 特別嘉賓            |
| ------------- | ------------------- |
| 2017年2月21日 | 李拾壹、恆仔@ToNick |
| 2017年2月27日 | 何兆基、黎曉陽      |
| 2018年5月25日 | 周柏豪              |

### 星期三：你Sing我都Sing
- 本環節是由占及Donald以往於各個占奴合作節目內環節的延續。
- 主持會就當日預先準備題目，並以拍攝本環節以於Facebook專頁上直播為主。
- 主持會讀出事先準備歌曲的歌詞，讓其他主持搶答。答對的主持可得一分。
- 聽眾亦可於Facebook留言。

### 星期四：明星插班生/明星導航員
- 該環節會邀請明星及運動員上來閒談，並分享他們讀書時期的故事與愛情史。
- 部份訪問片段會於節目後放在Facebook專頁上。

| 日期           | 藝人                          |
| -------------- | ----------------------------- |
| 2016年5月16日  | 譚詠麟                        |
| 2016年5月17日  | 蔡一傑                        |
| 2016年5月18日  | 連詩雅                        |
| 2016年5月20日  | 薛凱琪                        |
| 2016年5月23日  | JW                            |
| 2016年6月1日   | 鄭欣宜                        |
| 2016年6月8日   | 泳兒                          |
| 2016年6月14日  | 陳柏宇                        |
| 2016年6月21日  | Aka & Heidi @ Super Girls     |
| 2016年6月30日  | 徐天佑                        |
| 2016年7月6日   | Yanny & Jessica @ Super Girls |
| 2016年7月14日  | 鍾舒漫                        |
| 2016年7月22日  | 狄易達                        |
| 2016年7月28日  | 許廷鏗                        |
| 2016年8月4日   | 吳業坤                        |
| 2016年8月9日   | 王菀之                        |
| 2016年8月12日  | 容祖兒                        |
| 2016年8月19日  | Yuki Lovey                    |
| 2016年8月25日  | 歐鎧淳                        |
| 2016年9月1日   | On仔 & King @ C AllStar       |
| 2016年9月6日   | Cheronna@Super Girls          |
| 2016年9月15日  | 林二汶                        |
| 2016年10月5日  | 林欣彤                        |
| 2016年10月13日 | 張惠雅                        |
| 2016年10月21日 | 張敬軒                        |
| 2016年10月28日 | 江若琳                        |
| 2016年11月2日  | 陳嘉寶                        |
| 2016年11月11日 | 盧凱彤                        |
| 2016年11月17日 | 鄧穎芝                        |
| 2016年11月24日 | 鄭中基                        |
| 2016年12月1日  | 曹星如                        |
| 2016年12月5日  | 糖妹                          |
| 2016年12月14日 | 林奕匡                        |
| 2016年12月21日 | 側田                          |
| 2016年12月30日 | 方皓玟                        |

| 日期           | 嘉賓                        |
| -------------- | --------------------------- |
| 2017年1月4日   | 胡琳                        |
| 2017年1月11日  | 達明一派                    |
| 2017年1月20日  | 許志安                      |
| 2017年1月24日  | 譚嘉儀                      |
| 2017年1月30日  | 周柏豪                      |
| 2017年2月9日   | 布志綸、Sammy@Kolor         |
| 2017年2月16日  | 陳詠謙                      |
| 2017年2月22日  | 蔡瀚億                      |
| 2017年3月3日   | 古巨基                      |
| 2017年3月8日   | VAN & 魚佬 @ Nowhere Boys   |
| 2017年3月15日  | 張紋嘉                      |
| 2017年3月22日  | 關楚耀                      |
| 2017年4月3日   | J.Arie                      |
| 2017年4月14日  | 周殷廷                      |
| 2017年4月21日  | AGA                         |
| 2017年4月27日  | Robynn & Kendy              |
| 2017年5月5日   | 衛詩雅                      |
| 2017年5月31日  | 何兆基@Yellow!、小龜@ToNick |
| 2017年6月9日   | 陳蕾                        |
| 2017年6月15日  | Twins                       |
| 2017年6月21日  | 鄧小巧                      |
| 2017年6月28日  | 小肥                        |
| 2017年7月6日   | 吳雨霏                      |
| 2017年7月14日  | 顏卓靈                      |
| 2017年7月17日  | 李克勤                      |
| 2017年7月19日  | 李幸倪                      |
| 2017年7月26日  | 梁漢文                      |
| 2017年8月4日   | 陳慧敏                      |
| 2017年8月11日  | 秦馨敏                      |
| 2017年8月16日  | 丁可欣                      |
| 2017年8月24日  | 鄭融                        |
| 2017年8月31日  | 陳奐仁                      |
| 2017年9月5日   | 黃淑蔓                      |
| 2017年9月13日  | 石詠莉                      |
| 2017年9月19日  | at17                        |
| 2017年9月26日  | 余香凝                      |
| 2017年10月4日  | Jase & 釗峰 @ C AllStar     |
| 2017年10月10日 | 蔡一智                      |
| 2017年10月17日 | 蘇志威                      |
| 2017年10月25日 | 吳浩康                      |
| 2017年11月1日  | Fabel                       |
| 2017年11月8日  | 鄧月平                      |
| 2017年11月13日 | 羅啟聰                      |
| 2017年11月23日 | 葉巧琳                      |
| 2017年11月30日 | 姜麗文                      |
| 2017年12月4日  | Jackson@GOT7                |
| 2017年12月13日 | 許靖韻                      |
| 2017年12月21日 | 王嘉儀                      |
| 2017年12月28日 | 菊梓喬                      |

| 日期           | 嘉賓                                   |
| -------------- | -------------------------------------- |
| 2018年1月5日   | MastaMic                               |
| 2018年1月12日  | 陳曉東                                 |
| 2018年1月23日  | Shine                                  |
| 2018年2月2日   | 胡鴻鈞                                 |
| 2018年2月9日   | 阿昇@Kolor                             |
| 2018年2月16日  | 譚杏藍                                 |
| 2018年2月21日  | 余迪偉                                 |
| 2018年2月28日  | 陳明憙                                 |
| 2018年3月8日   | 白只、阿卵                             |
| 2018年3月14日  | 鄧健泓                                 |
| 2018年3月21日  | 龍小菌                                 |
| 2018年3月28日  | 恆仔 & Ryan @ ToNick                   |
| 2018年4月3日   | Rocky & 文文 @ KillerSoap              |
| 2018年4月12日  | 何卓彥                                 |
| 2018年4月19日  | 湯怡                                   |
| 2018年4月25日  | 謝芊彤、謝芊蕾                         |
| 2018年5月3日   | 符家浚                                 |
| 2018年5月11日  | HotCha                                 |
| 2018年5月18日  | 陳嘉茵                                 |
| 2018年5月23日  | 洪嘉豪                                 |
| 2018年5月31日  | 林德信                                 |
| 2018年6月7日   | 何韻詩                                 |
| 2018年6月14日  | 許懷欣                                 |
| 2018年6月21日  | 謝安琪                                 |
| 2018年6月28日  | 潘杰寧                                 |
| 2018年7月4日   | 容祖兒（特別版：明星畢業生）           |
| 2018年7月11日  | 何建曦                                 |
| 2018年7月18日  | 張沛樂                                 |
| 2018年7月25日  | 小塵埃                                 |
| 2018年8月3日   | 簡淑兒                                 |
| 2018年8月9日   | 繆浩昌@RubberBand                      |
| 2018年8月17日  | 洪卓立                                 |
| 2018年8月17日  | 鄭秀文                                 |
| 2018年8月31日  | 戴祖儀                                 |
| 2018年9月13日  | 秋山燿平                               |
| 2018年9月21日  | 鍾舒祺                                 |
| 2018年9月27日  | 謝天華、鄭伊健、錢嘉樂、林曉峰、陳小春 |
| 2018年10月4日  | 三家姐                                 |
| 2018年10月19日 | 奶茶                                   |
| 2018年10月25日 | 黃妍                                   |
| 2018年11月7日  | 鍾舒漫                                 |
| 2018年11月14日 | 安俊豪                                 |
| 2018年11月21日 | 譚詠麟                                 |
| 2018年11月29日 | per se                                 |
| 2018年12月7日  | 周柏豪                                 |
| 2018年12月14日 | 王梓軒                                 |
| 2018年12月19日 | 陳柏宇                                 |
| 2018年12月29日 | 梁釗峰                                 |

### 星期五：寶寶很苦
- 主持人會說出人生中覺得很苦的一件事情，在描述細節途中其他主持人可隨時插問猜細節，如猜中可獲一分。而訴苦者可獲兩分。
- 最低分者需要在Facebook專頁直播「裸聊」。
- 部份集數會邀請嘉賓參加：

| 日期           | 特別嘉賓                     |
| -------------- | ---------------------------- |
| 2016年12月8日  | 林一峰                       |
| 2017年1月13日  | 廖子妤、余香凝               |
| 2017年3月17日  | 薛凱琪                       |
| 2017年3月29日  | 陳逸寧、林兆霞               |
| 2017年4月5日   | Sunny & 阿雞 @ Supper Moment |
| 2017年4月12日  | 阿達 & CK @ Supper Moment    |
| 2017年4月20日  | 許志安、泥鯭@RubberBand      |
| 2017年4月28日  | Tim & Jackal @ Dear Jane     |
| 2017年7月21日  | 科林                         |
| 2017年7月28日  | 陳柏宇                       |
| 2017年8月2日   | 吳業坤                       |
| 2017年9月8日   | 方皓玟                       |
| 2017年9月15日  | 薛凱琪                       |
| 2017年9月22日  | 林一峰                       |
| 2017年9月29日  | 連詩雅                       |
| 2017年10月27日 | 鍾舒漫                       |
| 2017年11月10日 | 張惠雅                       |
| 2017年11月15日 | Yan Ting                     |
| 2017年12月1日  | 黎曉陽                       |
| 2017年12月8日  | Yellow!                      |
| 2018年1月19日  | 張敬軒                       |
| 2018年2月8日   | MastaMic                     |
| 2018年2月13日  | 泳兒                         |
| 2018年3月2日   | 林欣彤                       |
| 2018年3月9日   | 科林                         |
| 2018年3月30日  | 吳嘉熙                       |
| 2018年4月13日  | 吳浩康                       |
| 2018年4月27日  | 陳蕾                         |
| 2018年5月4日   | 鄭融                         |
| 2018年5月16日  | 布志綸                       |
| 2018年6月15日  | 梁釗峰                       |

## 18:30環節
若節目當日的主打環節為「明星插班生」，則暫停播出。
而2016年7月4日至7月15日期間及2018年1月29日至2月9日期間，因分別播放廣播劇《寂寞的總和》及《同是天涯淪落塵》，此環節暫停。

### ILUB TV晚間劇場
- 本環節是由占及Donald以往於各個占奴合作節目內廣播劇的延續。
- 部份廣播劇會拍成影片，並會放在Facebook專頁上。

### 代課老師
- 此環節會邀請不同嘉賓擔任代課老師，向大家分享他們的生活軼事。
- 訪問片段會於節目後放在Facebook專頁上。

| 日期                   | 代課老師 | 身份            |
| ---------------------- | -------- | --------------- |
| 2016年5月16日          | 阿花     | 化妝師          |
| 2016年5月18日          | 夢妮妲   | 解夢師          |
| 2016年5月27日至7月1日  | 夢妮妲   | 解夢師          |
| 2016年7月22日至8月12日 | 何兆基   | 樂隊Yellow!成員 |
| 2016年8月19日至9月16日 | MastaMic | 饒舌歌手        |

## 18:45環節

### 心水清大師
- 占及Donald就當日發生的兩項事情短暫談論，帶出意思，並有襌鐘聲分隔兩人說出內容，隨後會配以歌曲以表達。
- 據少爺占透露，此環節主要為幫助聽眾更容易入睡而播出，特別是襌鐘聲。
- 2016年7月4日至7月15日期間，因播放廣播劇《寂寞的總和》，此環節暫停。

## 以往節目的環節

### 好正派KTV
- 於5月26日（星期四）首次播出，其後由5月30日起至6月27日期間逢星期一播出（00:00環節）。
- 占及Donald會化身為伴唱者，而聽眾則會致電上電台與他們合唱。
- 聽眾需揀選其中一位伴唱者，並於主持人準備的歌曲庫中揀選一個號碼，然後與該伴唱者合唱此歌曲。

### 地下電台 1872大隻妙
- 於2016年5月24日至6月28日期間逢星期二播出（00:00環節）。
- 4Lum、豪子及Jacky會分別化身為唱片公司宣傳人員「4Lum John John」、「豪子三叔」及「菇菇Jacky」，向占、Donald及聽眾推介近期的樂壇新人及其歌曲。
- 占及Donald會以DJ身份以三人的表現評分。
- 該環節開始前，三人的介紹短片會預先放在Facebook上給網民讚好。
- 最後會綜合占和Donald的評分以及Facebook上的讚好人數，以決定哪位宣傳人員勝出，並會播放其推介的歌曲。
- 主持人會於下一星期與勝出的單位通過電話聯絡。

| 日期          | 4Lum John John           | 豪子三叔                  | 菇菇Jacky             |
| 2016年5月24日 | 黃千庭《臨別一秒》       | 舒延《抽屜中的人》        | 雨果《雨過天晴》      |
| 2016年5月31日 | SZSTER《兩分鐘》         | 張偉晉《I'm Not The One》 | J.I《卡布奇諾的泡泡》 |
| 2016年6月7日  | 譚嘉儀《印記》           | 美琪《貓星人》            | 靖兒《飄流記》        |
| 2016年6月15日 | ShowOff《錯的情‧錯的人》 | HANA《今天的我》          | 羅嘉豪《你在哪裡》    |
| 2016年6月22日 | 許先《女神》             | 景峰《Pages》             | 星座少女《星座少女》  |
| 2016年6月28日 | Bingo《Crush On You》    | 可兒《越獄》              | Heyo《盛夏的舞》      |

### 廣播劇：寂寞的總和
- 於2016年7月4日至7月15日期間逢星期一至五播出（00:30-01:00）。
- 廣播劇的意念來自湯駿業，由王貽興編劇。

| 演員   | 角色          |
| ------ | ------------- |
| 薛凱琪 | 林志美（LCM） |
| 湯駿業 | 何俊輝（HCF） |
| 王貽興 | Benji         |
| 西 瓜  | 廖思敏        |

### 推理學會
- 於2016年5月27日至11月4日期間逢星期五播出（00:00環節）。
- Jacky會預先邀請一位嘉賓，並把其物品帶上節目，另外亦會找其他物品以作混淆。
- 其餘主持人要就Jacky提供的兩個提示猜出哪一位嘉賓及哪一件物品是屬於該位嘉賓，該提示是由被邀請的嘉賓口述，而他們的聲音會經過處理。
- 每位主持人亦可向Jacky發問一條Yes/No Question提取更多線索，答案會於該環節臨完結前揭曉。

| 日期           | 藝人                |
| -------------- | ------------------- |
| 2016年5月27日  | As One              |
| 2016年6月3日   | Yukilovey           |
| 2016年6月10日  | On仔@C AllStar      |
| 2016年6月17日  | 方皓玟              |
| 2016年6月23日  | 泳兒                |
| 2016年7月1日   | JW                  |
| 2016年7月8日   | Sammy@Kolor         |
| 2016年7月15日  | 薛凱琪              |
| 2016年7月21日  | AGA                 |
| 2016年7月29日  | 孫慧雪              |
| 2016年8月5日   | 鍾舒漫              |
| 2016年8月18日  | 連詩雅              |
| 2016年8月26日  | 黎曉陽              |
| 2016年9月2日   | 王菀之              |
| 2016年9月9日   | 蘇永康              |
| 2016年9月16日  | Jessica@Super Girls |
| 2016年10月7日  | Yanny@Super Girls   |
| 2016年10月14日 | Supper Moment       |
| 2016年10月20日 | 曹星如              |
| 2016年10月27日 | 盧凱彤              |
| 2016年11月4日  | 袁澧林              |

### 集郵學會
- 2016年7月4日至2017年5月29日逢星期二播出（00:00環節）。
- 主持人會先開一個題目，並會帶與題目有關的物品，然後主持人會手持它們拍照，把照片放上Facebook專頁。
- 如聽眾擁有該物品，可手持它們拍照和回覆帖子。
- 每一位擁有該物品並放上專頁的聽眾可為帶來該物品的主持人加一分。
- 當日最低分的主持人需受到大懲罰。

### 攝影學會
- 2017年6月5日至11月27日逢星期一播出（00:00環節）。
- 主持人會以一句金句作為題目，把自己拍攝的作品放上Facebook專頁。
- 每張相片會以一個表情符號（讚好、哈哈、嘩及嬲嬲）代表，獲得最多表情符號便勝出。
- 當日最低分的主持人需受到大懲罰，會請其他主持人吃特別及出名的食物。
- 聽眾亦可在節目Facebook專頁上載照片，如主持人認為作品特別出色會使用其作為專頁封面照片。

### 廣播劇：同是天涯淪落塵
- 於2018年1月29日至2月9日期間逢星期一至五播出（23:00-23:30）。
- TBC x Dustykid廣播劇，由AGA、鄧小巧、少爺占、Donald , 聲演一個垃圾般被遺棄的愛情故事。

| 聲演   | 角色               |
| ------ | ------------------ |
| AGA    | 阿 May             |
| 鄧小巧 |                    |
| 少爺占 |                    |
| Donald | 阿吉 (May 前男友） |

## 記事
- 2016年5月17日至20日：4Lum因到馬來西亞拍攝節目，節目啟播第二日便要休假。
- 2016年6月13日至14日：Donald、Jacky以及同台DJ Colin於晚上到九龍城用饍時遭的士司機襲擊[3][4]，以及4Lum到日本北海道外遊，節目暫時由少爺占及豪子主持[5]；「Jacky突擊測驗」亦取消。
- 2016年6月15日：Jacky與4Lum回歸節目，Donald則繼續休息。
- 2016年6月16日：Donald回歸節目，但Jacky因胃痛而請假。
- 2016年8月10日至12日：少爺占到日本外遊放假，但8月10日23:00至23:30仍有出現。
- 2016年8月19日至25日：Jacky到日本外遊放假，但8月19日23:00至23:30仍有出現。
- 2016年9月5日至9日：4Lum因到日本外遊拍攝節目而休假。
- 2016年9月15日：Jacky休假。
- 2016年9月19日至30日：由於Donald及少爺占為《Yo！聖艾粒battle五行欠》綵排及演出，節目暫停播出兩星期，期間改為播出由鄒凱光主持的兩星期限定節目《吹摰友》。
- 2016年10月10日：豪子休假。
- 2016年10月18日至21日：少爺占到日本外遊放假。
- 2016年10月24日至26日：Jacky到日本外遊放假。
- 2016年10月27日：豪子休假。
- 2016年11月8日：Jacky因欣賞Supper Moment溫柔革命十周年演唱會而放假。
- 2016年11月11日至14日：Jacky到日本外遊放假。
- 2016年11月29日：4Lum休假。
- 2016年12月2日至8日：豪子休假。
- 2016年12月15日：豪子休假。
- 2017年1月2日：由於前一節目《雲妮鍾情》主持Vani放假，21:00-22:30改為播出Donald主持的《My當奴》，當日節目提早至22:30播出。
- 2017年1月9日至10日：少爺占到日本外遊放假。
- 2017年1月16日至20日：Donald到日本外遊放假。
- 2017年1月17日：由於前一節目《雲妮鍾情》主持Vani放假，22:00-22:30改為播出少爺占主持的《少爺占》，當日節目提早至22:30播出。
- 2017年1月25日至27日：豪子休假。
- 2017年2月9日：Jacky因病而休假。
- 2017年2月16日：豪子休假。
- 2017年2月22日至27日：4Lum因到日本外遊拍攝節目而休假。
- 2017年3月6日及7日：Jacky到日本外遊放假。
- 2017年3月21日至22日：豪子休假。
- 2017年3月30日：豪子休假。
- 2017年4月3日至4日：少爺占休假。
- 2017年4月18日至21日：少爺占到日本外遊放假。
- 2017年4月24日至28日：Donald休假。
- 2017年5月8日至23日：由於Donald及少爺占為《艾粒拾伍年開光大典》綵排及演出，節目暫停播出兩星期半，期間改為播出由火火及陳詠燊主持的12集特備節目《最港產》。
- 2017年6月5日至6日：Jacky休假。
- 2017年7月17日：豪子休假。
- 2017年7月21日至25日：Donald到日本外遊放假。
- 2017年7月26日至8月4日：少爺占到日本外遊放假。
- 2017年9月5日至8日：Jacky到日本外遊放假。
- 2017年9月14日至20日：豪子到台灣外遊放假。
- 2017年9月21日至22日：Donald到日本外遊放假。
- 2017年10月30日至11月7日：豪子到南韓放假。
- 2017年11月10日至16日：Jacky到日本外遊放假。
- 2017年12月1日至4日：Jacky到日本外遊放假。
- 2017年12月5日：豪子休假。
- 2018年1月1日：由於20:30-00:00直播《2017年度叱咤樂壇流行榜頒獎典禮》，當日節目暫停播出。而深夜的《廣東爆谷》提早至00:00播出。
- 2018年1月10日：豪子休假。
- 2018年1月29日至2月2日：Donald休假。
- 2018年2月5日及6日：Jacky休假。
- 2018年3月14日：Jacky休假。
- 2018年4月3日至5日：少爺占到日本外遊放假。
- 2018年4月12日至16日：Jacky因欣賞Supper Moment內地演唱會而放假，由Jacqueline代替其負責突擊測驗。
- 2018年7月23日: 少爺占到日本外遊放假。
- 2018年7月26日: Jacky因陪伴女友人欣賞黃子華棟篤笑而放假，由鍾雪代替其負責突擊測驗。
- 2018年8月1日: 豪子休假。
- 2019年7月16日至8月3日: 少爺占休假。
- 2021年1月1日：由於直播《2020年度叱咤樂壇流行榜頒獎典禮》且預計有機會直播超時，加上各主持需同時主持頒獎典禮，因此當日安排節目暫停播出。
- 2021年3月19日：因應《饑饉30》的特別活動，《聖艾粒忌廉夜校》當日提前至午夜12時結束。
- 2021年3月26日：由於錄音轉播《饑饉三十民歌基地》，當日節目暫停播出。
- 2023年9月8日：豪子因移民往澳洲，離開商台。